# 原始大气

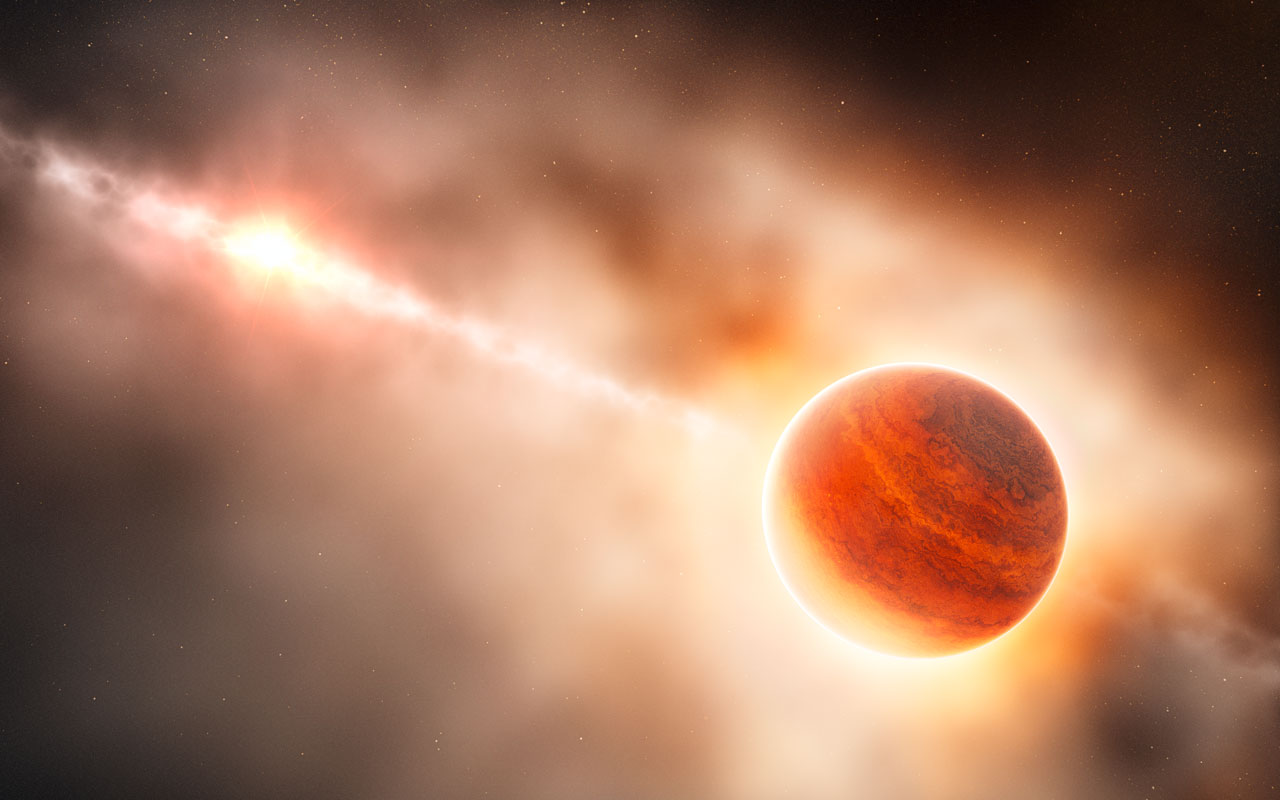
年轻恒星HD 100546周围的原行星盘中气态巨行星形成的（艺术家想象中）的景象

原始大气（英語：或）也称初始大气（primary atmosphere），是指行星形成过程中因吸积了原行星盘中的气体和挥发物质而形成的原行星大气层，其成分与太阳星云一致。气态巨行星（如太阳系中的木星和土星）的大气层基本上保持了原始大气状态；但类地行星的原始大气则会因为大气逃逸、撞击事件和火山释气等因素而从而转变成了大气成分不同的次生大气。地球大气层则在次生大气的基础上因为自中太古代以来自养生物不断的产氧光合作用而在元古宙初期变成了含有游离态氧气的“第三大气”，而之后经历了一系列的氧化事件变成了与现今全新世相似的大气层。

## 形成与成分

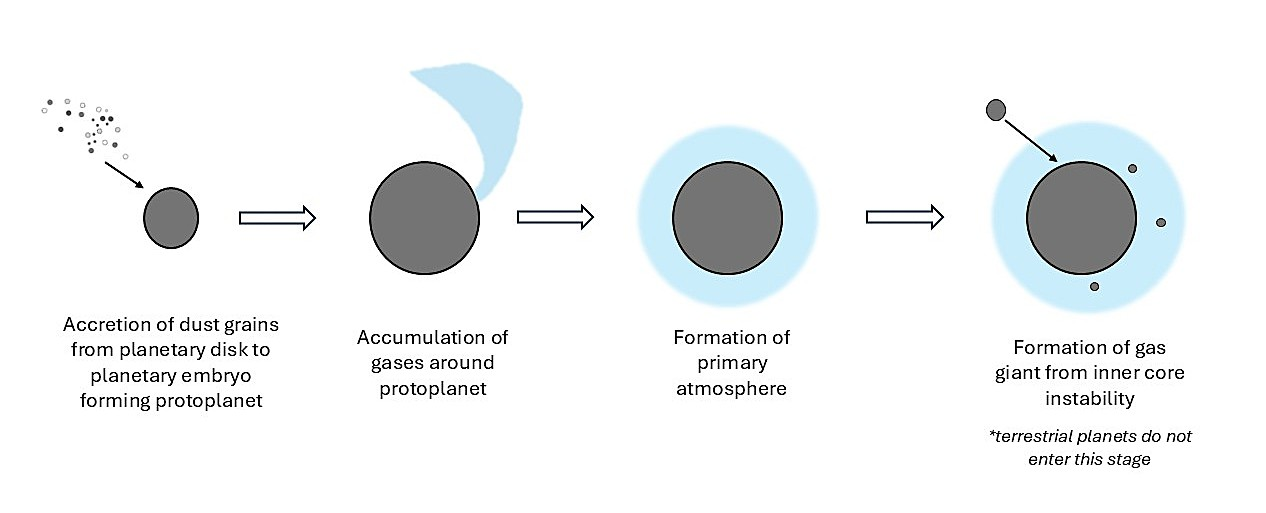
原行星通过吸积形成初始大气的过程

原始大气在太阳系的形成与演化的初期就开始成形。当分子云出现引力坍缩后，大部分物质塌陷至中央形成了原恒星，其余有足够动能而没有被坍缩的物质则均匀散开形成了一个围绕主星旋转（公转）的盘状星云（星周盘），称作原行星盘，其中富含宇宙中丰度最高的氢气和氦气以及相对少量的简单氢化物（如水、甲烷、氨气等）。
当原行星盘内的不同区域开始各自出现局部吸积后，固体/液体在引力的作用下聚集形成微行星，随后微行星进一步吸积碰撞形成原行星，并具有足够质量和引力开始吸积气体。随着这些原行星吸积的质量达到一定级别，其自身引力导致的流体静力平衡也会使其保持球形，成为真正的行星和矮行星。在行星系冻结线以内因为温度相对较高，挥发性较高的各种气体活性过高，只有较重的物质（如各种金属和硅化物）才能吸积成微行星，气体需要已经形成原行星且积累的质量够大后才会参与吸积过程，因此通常形成的是大气层较薄的岩石行星（类地行星），且极易通过大气逃逸丧失之前吸积的气体；但在冻结线以外因为温度普遍较低，许多气态的挥发物质要么凝结或凝华变成了可以轻易吸积的液体或固体，要么因为分子动能较低极易被行星引力束缚，所以时常形成质量庞大且拥有极厚大气层的巨行星（气体巨行星和冰巨行星）。
原行星对气体的吸积过程除了取决于原行星盘内的星云化学成分之外，还受其自身的质量和温度的影响、以及恒星的电磁辐射（特别是X射线和紫外线）强度和星风的干扰。当气体获取额外的能量使其分子运动超过行星当时的逃逸速度后就会发生大气逃逸，源自原行星盘星云的原始大气就会因此丧失气体成分。一般来说，类地行星因为距离恒星较近，通常都会逐渐失去其原始大气，之后通过释气和撞击事件注入外来气体后形成一个大气成分与之前很不相同的次生大气。一些轨道距离母星较近的气体巨行星（“热木星”）虽然自身引力较强，也会因此丧失其束缚的气体而变成形似但质量远大于类地行星的冥府行星。

## 吸积特征
原始大气的成分主要是氢气和氦气，此外根据在原行星盘中的位置和温度还有少数挥发成份如水蒸气、甲烷和氨气。其形态通常稠密，使得整个行星笼罩在厚重不透光的大气之中。
一个原行星能够保留这种氢/氦原始大气的能力取决于其质量、吸积率、温度和轨道所处的位置，以及周围原行星盘的状态、辐射能强度和星尘的不透明度。类地行星的原始大气基本上都（相对自身直径而言）比较薄，且后续很容易失去挥发性强的氢气和氦气。太阳系中的气态巨行星（木星和土星）因为吸积速度很快导致其行星核心不稳定（有一部分其实是内核高压下的金属氢），加上气液平衡使得液态的行星表面可以随时汽化，因此拥有着很厚的大气，且氢气和氦气的含量分别是85％和60％。冰巨行星（天王星和海王星）中氢的含量不足总质量的20％，内核由更重的元素（如氧、碳、氮和硫）组成, 因而大气层相比气态巨行星要薄很多，但仍比类地行星厚得多。

## 行星演化研究
使用现今的检测和表征技术研究太阳系行星的大气层有助于理解系外行星的大气状态以及未来的潜在适居性，以及地外生命存在的可能性。一般来说，比地球质量小的类地行星（次地球）如果距离母星很近会很快丧失其原始大气，而比地球质量大的类地行星（超级地球）则可以保留其原始大气并积累较厚的大气层。克卜勒太空望远镜和其它人造卫星都发现海王星/次海王星尺寸的行星（巨无霸地球）拥有厚重的氢/氦大气层。